# سندی گال
سندی گال (انگلیسی: Sandy Gall؛ زادهٔ ۱ اکتبر ۱۹۲۷) روزنامه‌نگار، پدیدآور، گوینده اخبار اهل بریتانیا بود. وی گوینده اخبار تلویزیون مستقل آی‌تی‌ان اسکاتلندی بود که فعالیت حرفه‌ای‌اش به عنوان روزنامه‌نگار بیش از ۵۰ سال ادامه داشت. او فعالیت روزنامه‌نگاری خود را در سال ۱۹۵۲ به عنوان سردبیر فرعی در انتشارات و مجله آبردین آغاز کرد و از سال ۱۹۵۳ تا ۱۹۶۳ به عنوان خبرنگار خارجی خبرگزاری رویترز مشغول به کار شد. گال در سال ۱۹۶۳ به عنوان خبرنگار خارجی و عیب‌یاب به ITN پیوست و همچنین بین سال‌های ۱۹۷۰ تا ۱۹۹۱ به عنوان گوینده خبر در برنامه اخبار ساعت ۱۰ فعالیت کرد. گال از سال ۱۹۷۸ تا ۱۹۸۱ رئیس دانشگاه آبردین بود و در سال ۱۹۸۶ به همراه همسرش مؤسسه خیریه درخواست سندی گال از افغانستان را تأسیس کرد.

## فعالیت حرفه‌ای
در سال ۱۹۵۲، گال حرفه روزنامه‌نگاری‌اش را با کارآموزی، دستیاری سردبیر انتشارات در مجله آبردین آغاز کرد. گال برای کارآموزی خبرنگار خارجی آژانس خبری بین‌المللی رویترز درخواست داد و این درخواست در ماه مه ۱۹۵۳ پذیرفته شد. او تا سال ۱۹۶۳ در این آژانس ماند. گال رویدادهای کنگو، شرق آفریقا، آلمان، مجارستان و آفریقای جنوبی را پوشش داد. در سپتامبر ۱۹۶۰، او به همراه ریچارد ویلیامز از بی‌بی‌سی و جورج گیل از دیلی اکسپرس، در حالی که حین تهیه گزارش بحران کنگو بود، در باکوانگا در استان جدا شده کاسای به ظن جاسوسی بلژیکی و نداشتن مدارک رسمی کنگویی دستگیر شد. این سه روزنامه‌نگار بازداشت شده توسط سربازان تونسی وابسته به عملیات سازمان ملل متحد در کنگو آزاد شدند.

## مرگ
گال در ۲۹ ژوئن ۲۰۲۵ در سن ۹۷ سالگی در خانه‌اش در کنت درگذشت.